# Protobubopsis braueri
Protobubopsis braueri är en insektsart som beskrevs av Van der Weele 1909. Protobubopsis braueri ingår i släktet Protobubopsis och familjen fjärilsländor. Inga underarter finns listade i Catalogue of Life.